# Ernst von Sieglin

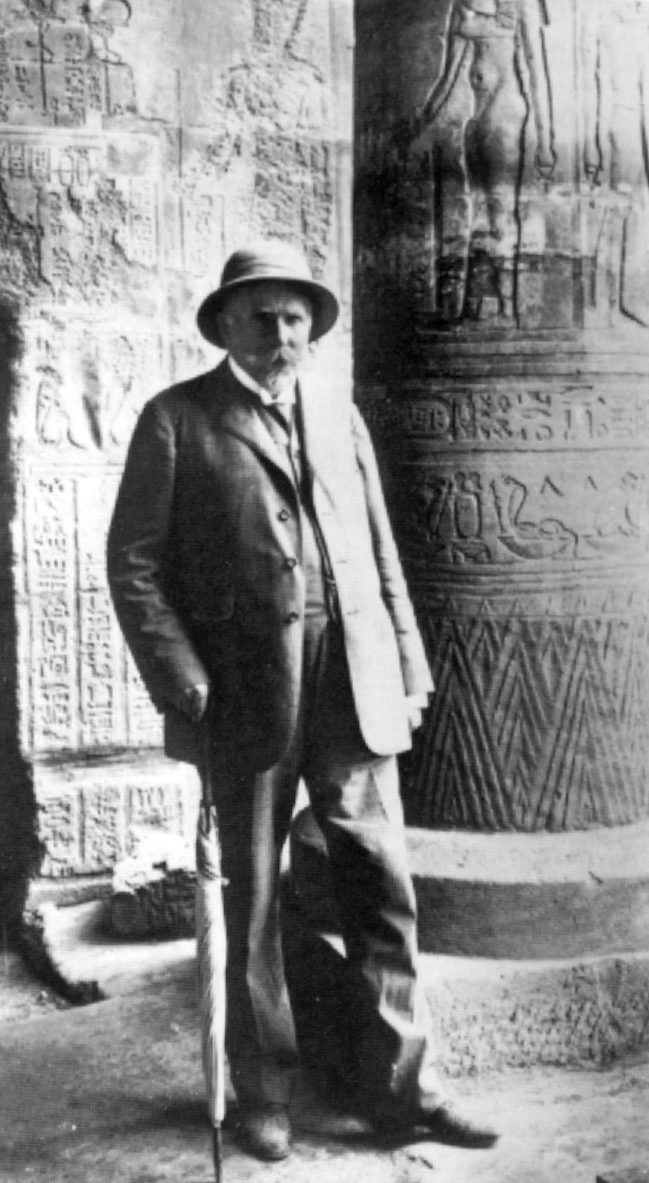
Ernst von Sieglin vor einem ägyptischen Tempel, 1909.

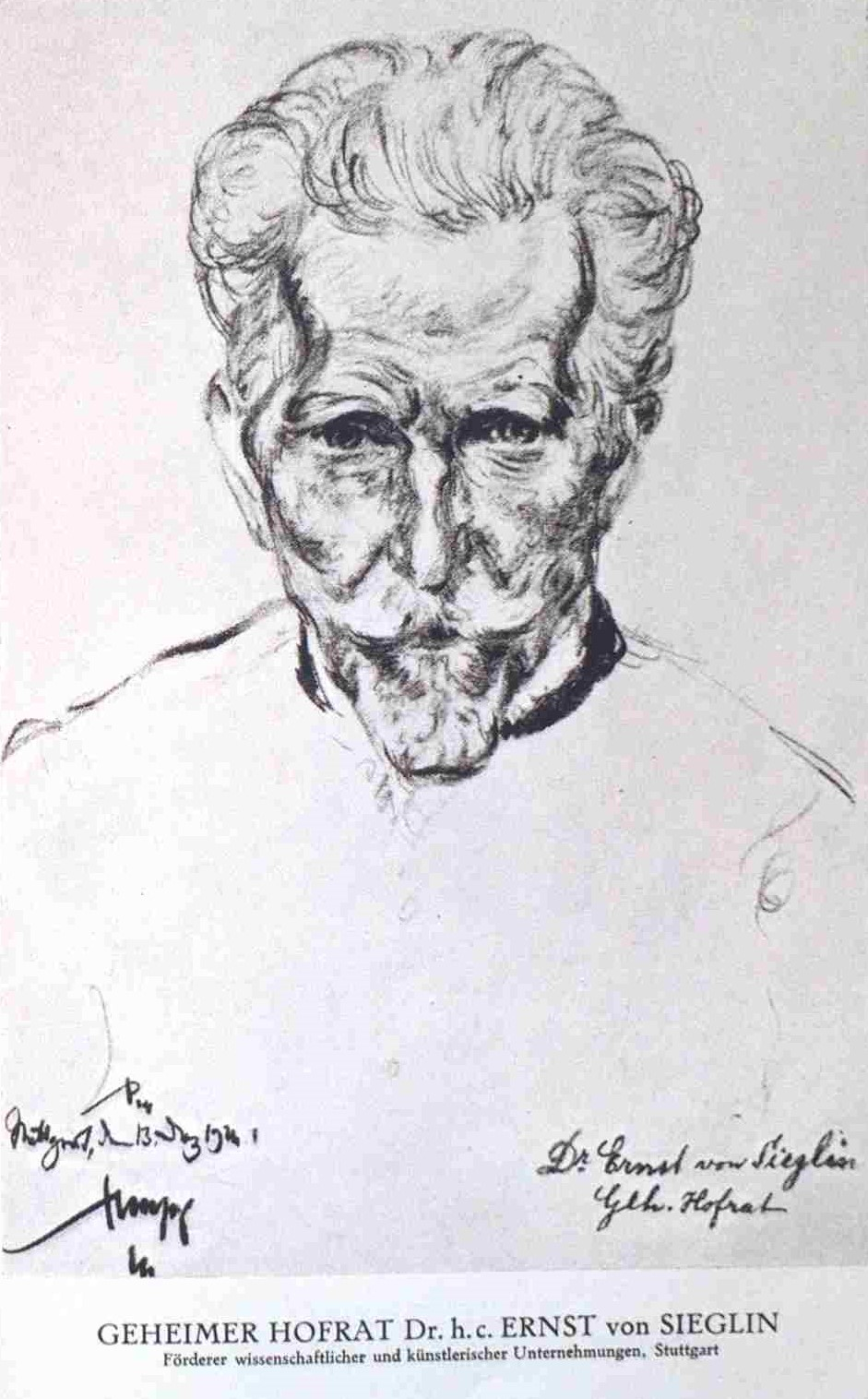
Emil Stumpp Ernst von Sieglin (1926)

Ernst von Sieglin (* 21. April 1848 in Stuttgart; † 3. Oktober 1927 in Stuttgart) war ein Stuttgarter Unternehmer, Antikenliebhaber und Kulturmäzen.
Sieglin entwickelte zusammen mit einem englischen Chemiker als Ersatz für herkömmliche Waschmittel eine pulverisierte Seife, die er in mehreren Fabriken produzierte und sehr erfolgreich vermarktete. Dank seines dabei erworbenen Vermögens konnte er sich 1898 aus dem aktiven Geschäftsleben zurückziehen und sich seinen Liebhabereien, der Archäologie und der Kunst zuwenden.
Er finanzierte zwei archäologische Expeditionen in Ägypten und ihre Dokumentation in wissenschaftlichen Publikationen. Die bei den Expeditionen erworbene „Griechisch-Ägyptische Sammlung Ernst von Sieglin“ vermehrte er um Zukäufe und verschenkte die Sammlung an Museen in Stuttgart, Leipzig, Dresden und Tübingen.

## Leben

### Frühe Jahre
Ernst Wilhelm Sieglin wurde am 21. April 1848 in Stuttgart als ältestes von 5 Kindern geboren. Sein Vater war der Apotheker Ernst Sieglin, seine Mutter war die Pfarrerstochter Mathilde Staub.
Nach dem Besuch des Eberhard-Ludwigs-Gymnasiums in Stuttgart absolvierte Sieglin eine kaufmännische Ausbildung bei einem Stuttgarter Unternehmen. Ab 1866 arbeitete er 4 Jahre lang in London im Kontor der „Ockendon Company Wollwarenexport“. Zwischen 1870 und 1876 war er als Buchhalter bei der Wollspinnerei „Bongart & Co.“ in Aachen tätig. Nebenbei beschäftigte er sich mit Experimenten zur Herstellung von pulverisierter Seife, die jedoch mangels ausreichender chemischer Kenntnisse erfolglos blieben.

### Seifenfabrikant

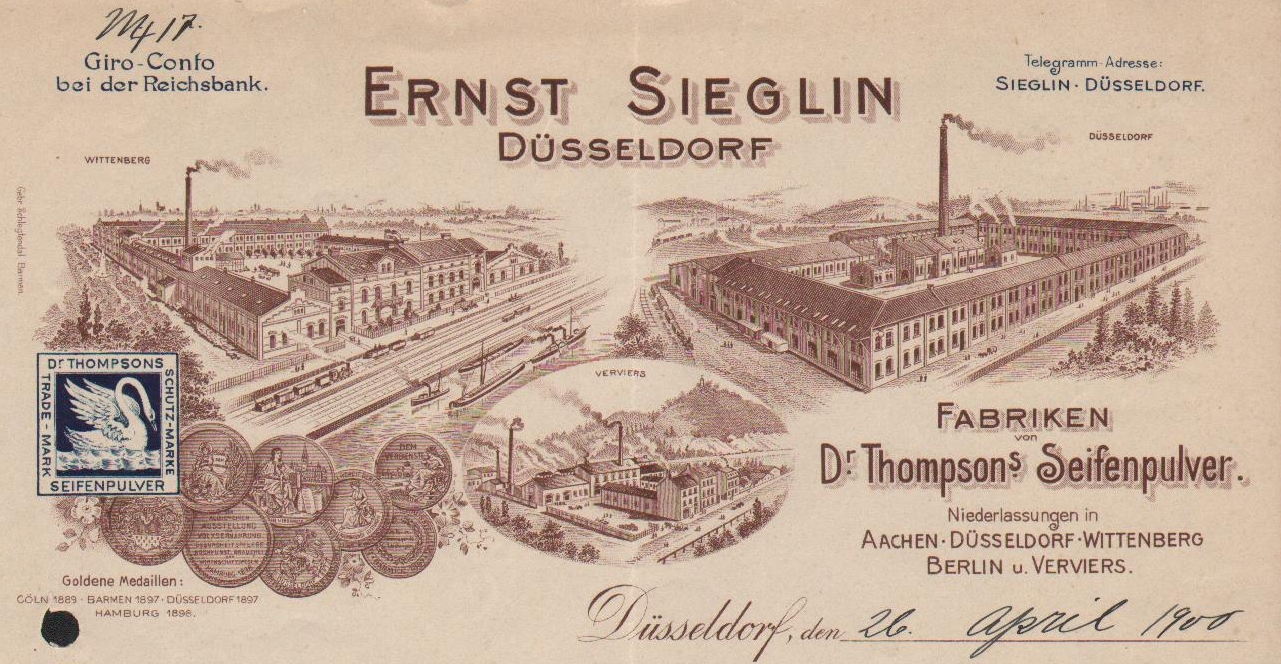
Rechnung von „Ernst Sieglin Düsseldorf“, Rechnungskopf mit den Fabrikanlagen in Wittenberg, Düsseldorf und Verviers, 1901.

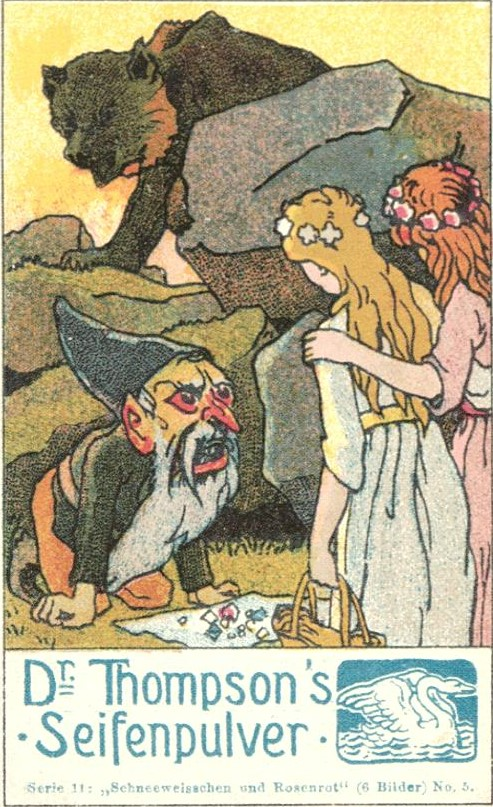
Hans von Volkmann: Schneeweißchen und Rosenrot als Sammelbildermotiv

1876 ging Sieglin zurück zur Ockendon Company und besuchte daneben Chemievorlesungen am University College London. Zusammen mit dem Chemiker Richard Thompson in Bradford, der bereits flüssige Seife erfunden hatte, gelang Sieglin die Entwicklung von pulverisierter Seife. 1877 ging er zurück nach Deutschland und begann in Aachen mit der Produktion der Seife unter dem Markennamen „Dr. Thompson’s Seifenpulver – Marke Schwan“, eine Marke, die sich durch Sieglins geschickte Vermarktung schnell zu einem Verkaufsschlager entwickelte. 1880 erhielt er das alleinige Vertriebsrecht der Marke für Deutschland, Belgien und die Niederlande.
Es folgten Werksgründungen in Wittenberg, Berlin und Verviers in Belgien, 1897 wurde das Hauptwerk in Düsseldorf-Flingern in der Erkrather Straße 208 eröffnet. Das Unternehmen „R. Thompson & Co.“ wurde 1891 in „Ernst Sieglin, Fabrik von Dr. Thompson’s Seifenpulver“ umbenannt und 1907 in eine GmbH umgewandelt, Sieglin blieb alleiniger Geschäftsführer. Er wurde ein erfolgreicher und sehr wohlhabender Unternehmer, der auch seine Belegschaft an dem Unternehmenserfolg teilhaben ließ. Er führte die Sechstagewoche und den 8-Stunden-Tag ein, gewährte den Arbeitern bezahlten Urlaub und richtete Werkskantinen und Ferienheime für Werksangehörige ein.
Auf die scharfe Konkurrenz vor allem durch die Firma „Henkel & Cie.“, die ab 1907 mit „Persil“ zum Marktführer avancierte, reagierte Sieglin mit den Produkten „Ozonit“ und „Ozonil“. Nach Sieglins Tod 1927 führten seine Erben das Unternehmen zunächst fort. 1929 übernahm Henkel die Mehrheitsbeteiligung und 1933 alle Anteile an Sieglins Firma. In dem neu gegründeten Tochterunternehmen „Thompson Werke GmbH“ in Düsseldorf wurde Sieglins Sohn Ernst Sieglin Geschäftsführer. 1969 fusionierten die Thompson Werke mit den Siegel-Werken zu der noch heute bestehenden „Thompson-Siegel GmbH“, die 1971 von Henkel übernommen wurde.

### Expeditionen
1898 zog sich der 50-jährige Sieglin aus dem aktiven Geschäftsleben zurück. Das erworbene Vermögen ermöglichte es ihm, sich anderen Interessen zuzuwenden. Sein Bruder, der historische Geograph Wilhelm Sieglin schlug ihm vor, Ausgrabungen in Alexandria vorzunehmen, um das Grab von Alexander dem Großen zu suchen. Ernst von Sieglin reiste mehrmals nach Ägypten und finanzierte die „Expedition Ernst von Sieglin“ in Alexandria, die unter der Leitung des Archäologen Theodor Schreiber von 1898 bis 1902 zwar nicht das Grab Alexanders entdeckte, sondern die mehrstöckig unter der Erde liegende Nekropole von Kôm-Esch-Schukâfa erforschte. Weitere Grabungen fanden auf dem Areal des Serapeions, im Königsviertel und im Stadtteil Hadra statt. Sieglin finanzierte auch die wissenschaftliche Publikation der Ergebnisse, die er in mehreren Bänden unter dem Titel „Expedition Ernst von Sieglin, Ausgrabungen in Alexandria“ herausgab. In Alexandria lernte er Johannes Schiess kennen.
Eine zweite von Sieglin finanzierte Expedition fand 1909 bis 1914 an verschiedenen Orten in Ägypten statt und war dem pharaonischen Ägypten gewidmet. Unter der Leitung des Ägyptologen Georg Steindorff wurde unter anderem der Totentempel des Chephren in Gizeh freigelegt. Auch die Ergebnisse dieser Expedition ließ Sieglin in einer sechsbändigen Publikationsreihe wissenschaftlich dokumentieren.
Durch eine bedeutende Spende trug Sieglin zur Finanzierung der Ausgrabung des Asklepiosheiligtums auf der Insel Kos bei, die der Archäologe Rudolf Herzog zwischen 1902 und 1904 durchführte.

### Mäzen

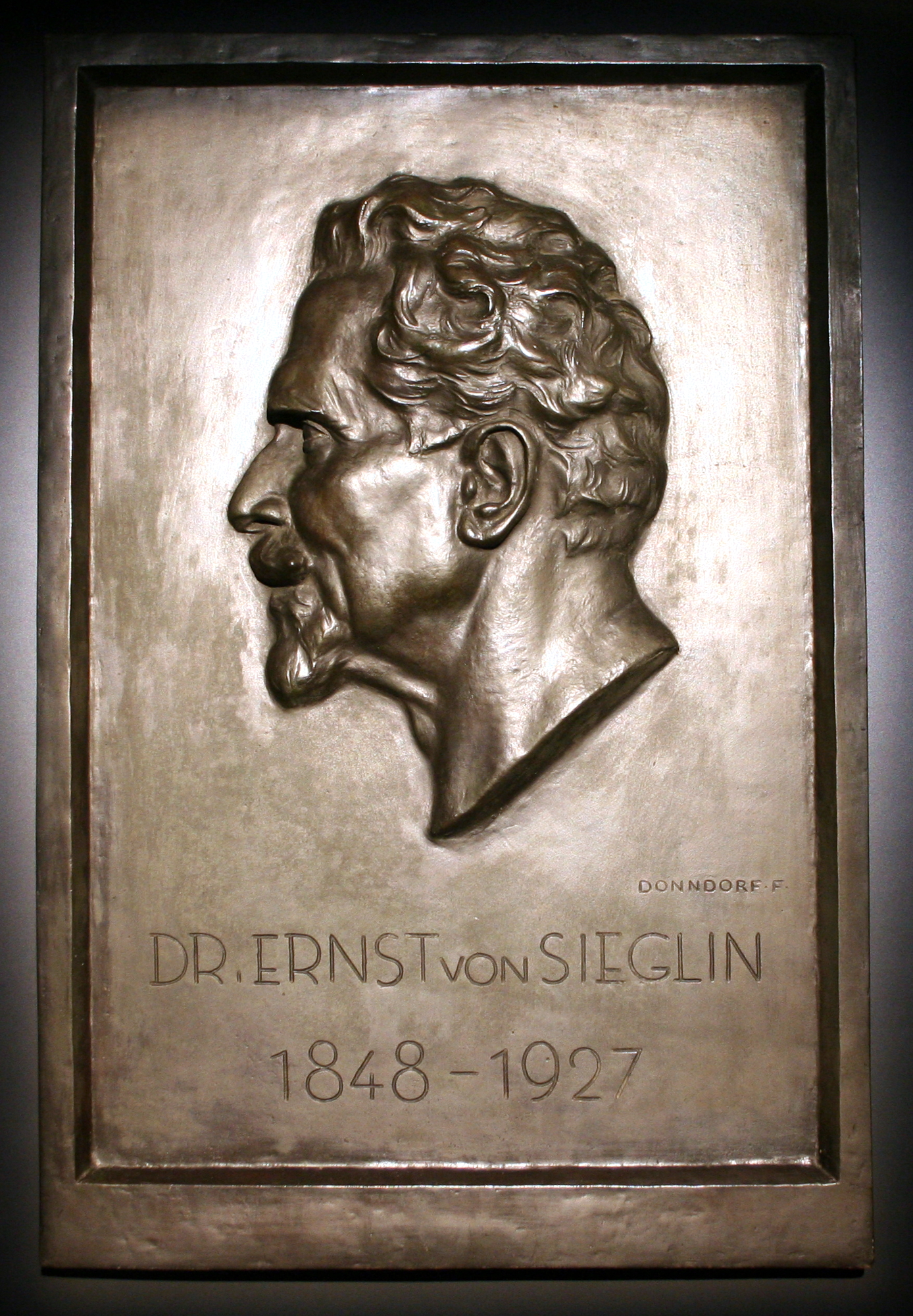
Gedenkplakette Ernst von Sieglin, Landesmuseum Württemberg, Sammlung Sieglin in der Antikensammlung.

Aufgrund der damals üblichen Fundteilung und durch den Ankauf von Privatsammlungen gelangte Ernst von Sieglin in den Besitz einer großen Sammlung antiker Objekte. Diese verschenkte er an verschiedene Institutionen:
- Die archäologische Sammlung der Universität Tübingen, damals dem Lehrstuhl für Klassische Archäologie zugeordnet, erhielt Funde aus dem hellenistisch-römischen sowie aus dem pharaonischen Ägypten, darunter die Opferkammer des Seschemnefer III. Nach der Einrichtung eines eigenen Tübinger Lehrstuhls für Ägyptologie in den 1950er Jahren wurden diese Bestände auf die ägyptische respektive die Antikensammlung aufgeteilt.
- Die Ägyptische Sammlung der Universität Leipzig wurde mit einem wichtigen Anteil der Grabungsergebnisse bedacht.
- Zahlreiche Objekte, vor allem aus dem griechisch-römischen Ägypten, gingen an das heutige Landesmuseum Württemberg als Sammlung Sieglin.
- einen großen Teil seiner alexandrinischen Ausgrabungen vermachte er dem Albertinum in Dresden.

1904 erwarb Sieglin für 5000 Rubel eine Sammlung von über hundert alten armenischen Handschriften und Buchmalereien, die er der Tübinger Universitätsbibliothek überließ. Außerdem schenkte er der Antikensammlung der Universität Tübingen die bedeutende Vasensammlung des Archäologen und Kunsthändlers Paul Arndt. 1911 stiftete Sieglin dem Konservatorium für Musik in Stuttgart eine Walcker-Orgel.

### Ida Herion
Die Tanzlehrerin Ida Herion (1876–1959), eine Pionierin des modernen Ausdruckstanzes und Anhängerin der Lebensreformbewegung, betrieb von 1912 bis 1954 in Stuttgart eine Tanzschule. 1926 stellten die kunstsinnigen Sieglins Ida Herion und dem Fotografen, Schriftsteller und Schauspieler Paul Isenfels (1888–1974) ihren Garten bei der Villa Weißenburg als Kulisse für ein Fotoshooting zur Verfügung. Die jungen Tänzerinnen und Tänzer bespielten leicht bekleidet oder nackt das Teehaus und den Marmorsaal in expressiven Posen, die sich an antiken Vorbildern inspirierten. Paul Isenfels veröffentlichte 1927 seine Fotos in dem Bildband „Getanzte Harmonien“.

## Familie

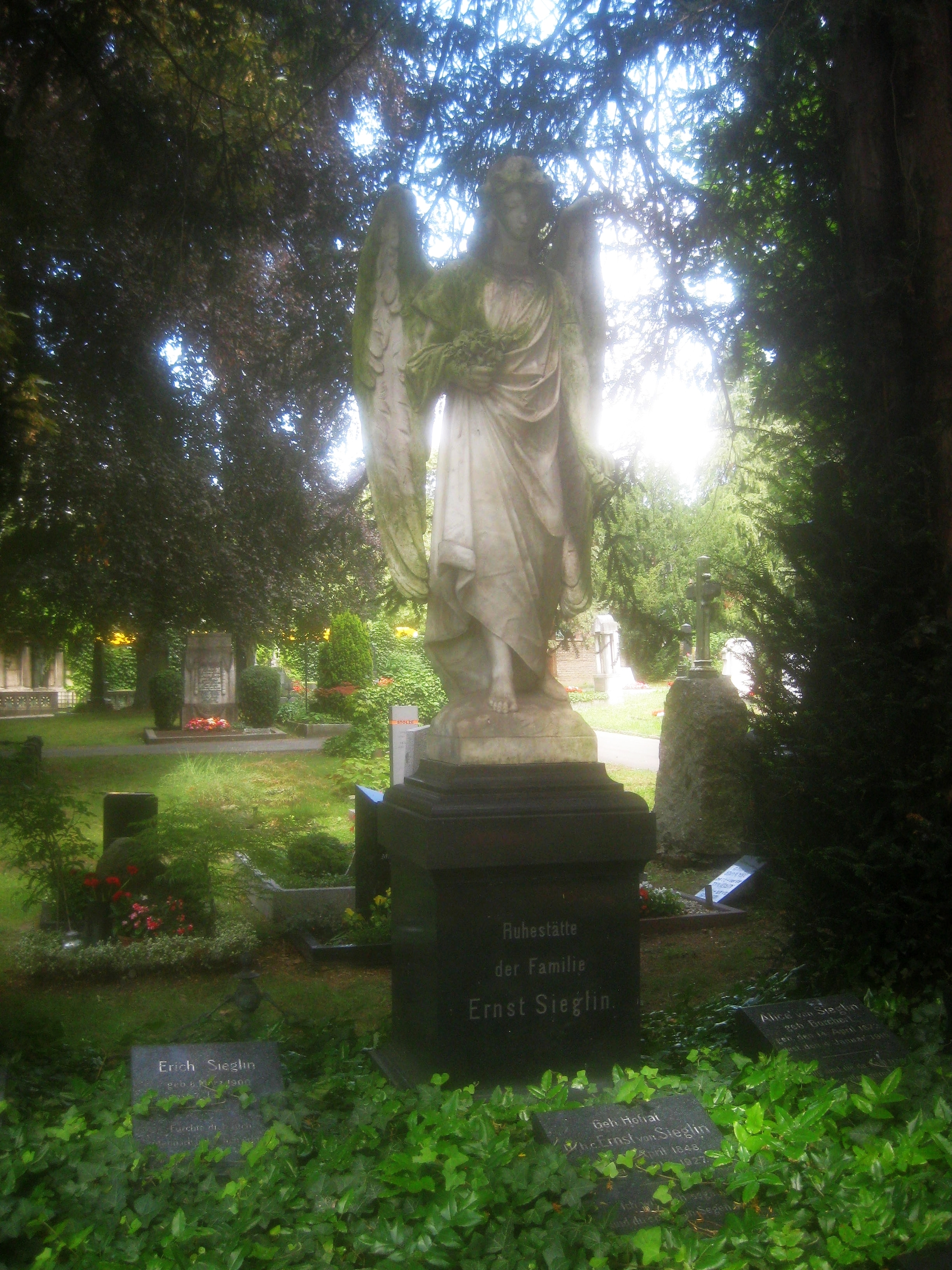
Familiengrab Sieglin.

Die Eltern von Ernst von Sieglin waren der Apotheker Ernst Sieglin (1814–1855) und die Pfarrerstochter Mathilde Staub (1832–1895). Er hatte 3 Brüder:
- Hermann Sieglin (oder Sieglin-Fehr, 1849–1923), Professor für Landwirtschaft an der Landwirtschaftlichen Hochschule Hohenheim.
- Eugen Karl Sieglin (1851–1882), Stadtpfarrer in Schwäbisch Hall.
- Wilhelm Sieglin (1855–1935), Professor für Historische Geographie in Leipzig und Berlin.

Ernst von Sieglin heiratete 1891 in Berlin die 24 Jahre jüngere Geigerin Alice Borchert (1872–1915), die Tochter eines Mälzenbräuers und Rittergutbesitzers in Königsberg in Ostpreußen. Aus der Ehe gingen 5 Kinder hervor, darunter Ernst Hermann Sieglin (1895–1984), Geschäftsführer der Thompson-Werke GmbH in Düsseldorf, dann Aufsichtsratsvorsitzender der J. C. Eckardt AG in Stuttgart, und der Kaufmann Erich Sieglin (1900–1928). Sieglins Frau Alice starb 1915 im Alter von nur 42 Jahren.
Ernst von Sieglin, seine Frau und die Söhne Ernst Hermann und Erich wurden in einem Familiengrab auf dem Pragfriedhof in Abteilung 14 bestattet.

## Herausgeber
| - Expedition Ernst von Sieglin: Ausgrabungen in Alexandria, Band 1,1, Umschlag. | - Expedition Ernst von Sieglin: Ausgrabungen in Alexandria, Band 1,2, Situationsplan der Nekropole von Kôm-esch-Schukâfa. | - Veröffentlichungen der Ernst von Sieglin Expedition in Aegypten, Band 1, Titelblatt. | - Veröffentlichungen der Ernst von Sieglin Expedition in Aegypten, Band 1, Das Pyramidenfeld bei Gise. |

Ernst von Sieglin finanzierte zwei große Ausgrabungsprojekte in Ägypten:
- 1898–1902: Ausgrabungen in Alexandria,
- 1909–1914: Ausgrabungen an verschiedenen anderen Orten in Ägypten.

Die Ergebnisse der Ausgrabungen ließ er in zwei Publikationsreihen veröffentlichen.

### Ernst von Sieglin Expedition in Alexandria
1898 bis 1902 fanden unter der Leitung von Theodor Schreiber die Ausgrabungen der „Expedition Ernst von Sieglin“ in Alexandria statt. Die Ausgrabungsergebnisse sollten in 3 Bänden in der Publikationsreihe „Expedition Ernst von Sieglin: Ausgrabungen in Alexandria“ dokumentiert werden. Herausgeber war Ernst von Sieglin, der das Projekt finanzierte. Band 1 erschien 1908. Band 2 wurde in 3 Teilen veröffentlicht, die von 1913 bis 1927 erschienen. 1927 starb Ernst von Sieglin, und Band 3 wurde nicht mehr realisiert.
- Expedition Ernst von Sieglin. Ausgrabungen in Alexandria.
  - Band 1: Die Nekropole von Kôm-Esch-Schukâfa.
    - Ernst von Sieglin (Herausgeber), Theodor Schreiber (Herausgeber): Die Nekropole von Kôm-esch-Schukâfa (= Expedition Ernst von Sieglin: Ausgrabungen in Alexandria. Band 1,1: Text. Digitalisat), Band 1,2: Tafeln. (Digitalisat). Giesecke & Devrient, Leipzig 1908.

  - Band 2: Die Griechisch-Ägyptische Sammlung Ernst von Sieglin.
    - Ernst von Sieglin (Herausgeber), Theodor Schreiber (Herausgeber), Rudolf Pagenstecher (Bearbeiter): Malerei und Plastik (= Expedition Ernst von Sieglin: Ausgrabungen in Alexandria. Band 2,1A Digitalisat). Giesecke & Devrient, Leipzig 1923.
    - Ernst von Sieglin (Herausgeber), Theodor Schreiber (Herausgeber), Carl Watzinger (Bearbeiter): Malerei und Plastik (= Expedition Ernst von Sieglin: Ausgrabungen in Alexandria. Band 2,1B Digitalisat). Giesecke & Devrient, Leipzig 1927.
    - Ernst von Sieglin (Herausgeber), Joseph Vogt (Bearbeiter): Die griechisch-ägyptische Sammlung Ernst von Sieglin, Terrakotten (= Expedition Ernst von Sieglin: Ausgrabungen in Alexandria. Band 2,2). Giesecke & Devrient, Leipzig 1924.
    - Ernst von Sieglin (Herausgeber), Rudolf Pagenstecher (Herausgeber): Die Gefäße in Stein und Ton, Knochenschnitzereien (= Expedition Ernst von Sieglin: Ausgrabungen in Alexandria. Band 2,3 Digitalisat). Giesecke & Devrient, Leipzig 1913.

  - Band 3 (angekündigt, nicht erschienen): Ausgrabungen im Königsviertel und im Sarapeion von Alexandria.

### Ernst von Sieglin Expedition in Ägypten
1909 bis 1914 fanden unter der Leitung von Georg Steindorff die Ausgrabungen der „Expedition Ernst von Sieglin“ an verschiedenen Orten in Ägypten statt. Die Ausgrabungsergebnisse wurden in 6 Bänden in der Publikationsreihe „Veröffentlichungen der Ernst von Sieglin Expedition in Aegypten“ dokumentiert. Herausgeber war Ernst von Sieglin, der das Projekt finanzierte. Die einzelnen Bände erschienen von 1912 bis 1936.
- Veröffentlichungen der Ernst von Sieglin Expedition in Aegypten.
  - Uvo Hölscher: Das Grabdenkmal des Königs Chephren (= Veröffentlichungen der Ernst von Sieglin Expedition in Aegypten. Band 1.) Hinrichs, Leipzig 1912 (Digitalisat).
  - Georg Steindorff: Das Grab des Ti (= Veröffentlichungen der Ernst von Sieglin Expedition in Aegypten. Band 2). Hinrichs, Leipzig 1913 (Digitalisat).
  - Ludwig Borchardt: Altägyptische Festungen an der zweiten Nilschnelle (= Veröffentlichungen der Ernst von Sieglin Expedition in Aegypten. Band 3). Harrassowitz, Leipzig 1923 (Digitalisat).
  - Hans Bonnet: Ein frühgeschichtliches Gräberfeld bei Abusir (= Veröffentlichungen der Ernst von Sieglin Expedition in Aegypten. Band 4). Hinrichs, Leipzig 1923.
  - Walther Wolf: Das schöne Fest von Opet (= Veröffentlichungen der Ernst von Sieglin Expedition in Aegypten. Band 5). Hinrichs, Leipzig 1931.
  - Hans Steckeweh: Die Fürstengräber von Qâw (= Veröffentlichungen der Ernst von Sieglin Expedition in Aegypten. Band 6). Hinrichs, Leipzig 1936.

## Ehrungen

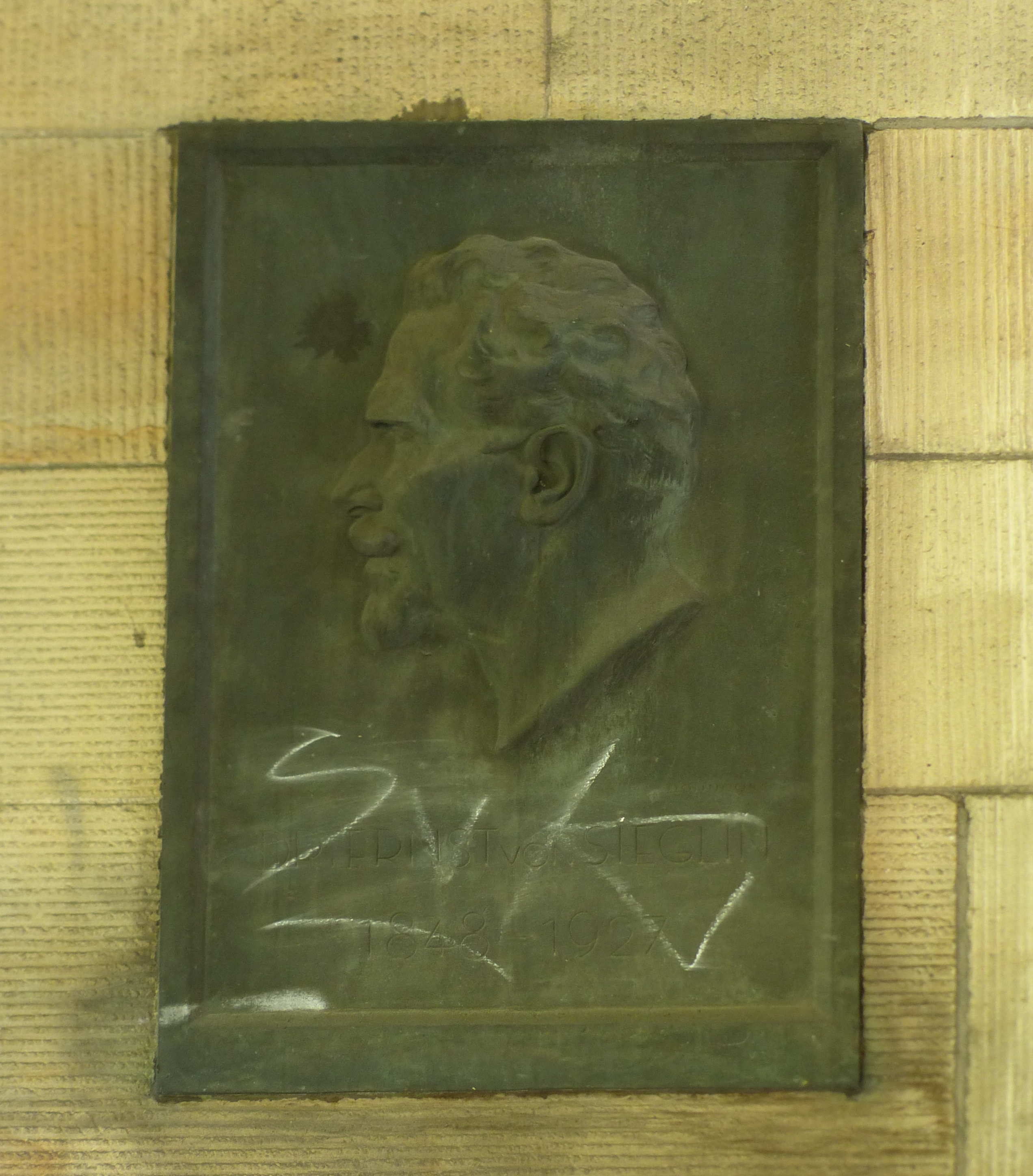
Bronzeplakette des Ernst von Sieglin-Denkmals.

- 1906: Ehrendoktorwürde Dr. phil. h. c. der Universität Tübingen zur Würdigung von Sieglins Forschungen und Schenkungen.
- 1907: Ernennung zum württembergischen Geheimen Hofrat und Verleihung des Personaladels durch König Wilhelm II.
- 1914: Ehrenmitglied des Archäologischen Instituts des Deutschen Reiches.
- 1925: Benennung einer schmalen Grünanlage in einer Haarnadelkurve der Neuen Weinsteige in Stuttgart als Ernst-Sieglin-Platz (Standort). Die Grünanlage befindet sich gegenüber dem ehemaligen Standort der Villa Weißenburg. 1932–1934 wurde am Ende des Platzes ein rechteckiger Flachdachpavillon als Ernst von Sieglin-Denkmal errichtet. Die Rückwand des Pavillons trägt ein Bronzerelief mit Sieglins Porträt, das der Stuttgarter Bildhauer Karl Donndorf schuf.
- 1927: Ehrensenator der Universität Tübingen.
- 2018: Benennung des Hörsaals des Instituts für Klassische Archäologie der Universität Tübingen in „Ernst von Sieglin Hörsaal“. Stiftung des Ernst von Sieglin-Förderpreises.[13]
- Orden:[14]
  - Ehrenkreuz des Ordens der Württembergischen Krone.
  - Komturkreuz des sächsischen Albrechtsordens.
  - Kommandeurkreuz des schwedischen Wasa-Ordens.
  - türkischer Mecidiye-Orden.
  - Offizier des Oldenburgischen Haus- und Verdienstordens des Herzogs Peter Friedrich Ludwig.
  - Charlottenkreuz für seinen Einsatz für die Kriegswohlfahrt.[15]

### Leben
- Willi A. Boelcke: Millionäre in Württemberg: Herkunft – Aufstieg – Traditionen. Mit dem Faksimile-Abdruck des Jahrbuchs des Vermögens und Einkommens der Millionäre in Württemberg mit Hohenzollern von Rudolf Martin. Deutsche Verlags-Anstalt, Stuttgart 1997, Seite 111, 177.
- Christiane Herb: Von Seifenpulver und Mumienporträts. Ernst von Sieglin: Fabrikant und Mäzen. In: Schwäbische Heimat. Band 58, 2007, Nr. 4, S. 419–424 (https://doi.org/10.53458/sh.v58i4.3729).
- J. Menno Harms (Herausgeber): Der Stuttgarter Bopser: Häuser, Familien, Geschichten. Silberburg-Verlag, Tübingen 2014, Seite 125–131.
- Ingrid Laube: Ernst von Sieglin – Leben und Aufstieg als Unternehmer. In: #Laube 2012, Seite 11–27.
- Nina Willburger: Sieglin, Ernst Wilhelm von. In: Neue Deutsche Biographie (NDB). Band 24, Duncker & Humblot, Berlin 2010, ISBN 978-3-428-11205-0, S. 356 f. (Digitalisat).

### Expeditionen und Sammlung Sieglin
- Emma Brunner-Traut: Die altägyptische Grabkammer Seschemnofers III. aus Gisa. von Zabern, Mainz 1982.
- Jutta Fischer: Griechisch-römische Terrakotten aus Ägypten: die Sammlungen Sieglin und Schreiber, Dresden, Leipzig, Stuttgart, Tübingen. Wasmuth, Tübingen 1994.
- Nina Willburger: Zeugnisse römischer Mumiendekorationen aus Ägypten. Ernst von Sieglin und seine Sammlung. In: Ägyptische Mumien. Unsterblichkeit im Land der Pharaonen. Ausstellungskatalog Landesmuseum Württemberg Stuttgart, von Zabern, Mainz 2007, S. 229–235.
- Ingrid Laube: Skulptur des Hellenismus und der Kaiserzeit aus Ägypten: Expedition Ernst von Sieglin; die Sammlungen in Dresden, Stuttgart und Tübingen. Hirmer, München 2012.